# Catedral de Ghazantxetsots
La catedral de Ghazantxetsots (armeni: Սուրբ Ամենափրկիչ Ղազանչեցոց Եկեղեցի), també coneguda com a catedral de Crist Salvador i catedral de Xuixí, és una de les principals esglésies armènies apostòliques. Es troba a Xuixí, a la regió de l'Alt Karabakh. Va ser construïda entre 1868 i 1887 per l'arquitecte Simon Ter Hakobian.

## Descripció
La façana és de pedra blanca. Davant de l'entrada oest es troba la torre campanar, construïda en 1858, amb tres nivells que expliquen històries; en les cantonades del tercer nivell hi havien grans estàtues d'àngels tocant trompetes, però van ser destruïdes durant la Guerra de l'Alt Karabakh, quan la població va estar sota el control àzeri.

## Història
La catedral ha tingut diversos usos al llarg de la seua història. La seua funció com a església funcional va acabar després del pogrom de Xuixí el 1920, quan es va buscar l'extermini de la població armènia i gairebé tota la ciutat de Xuixí va quedar destruïda. Durant el govern soviètic es va utilitzar primer com a graner i més tard com a garatge. Durant la Guerra de l'Alt Karabakh, les forces de l'Azerbaidjan la van utilitzar com a polvorí, ús que va acabar el mes de maig de 1992, quan la ciutat va passar de nou a les mans d'Armènia. En els anys posteriors es van succeir les reformes i reparacions a la ciutat, entre elles les de la catedral.
En la dècada dels anys 1990 es van restituir les estàtues d'àngels amb trompetes a través de rèpliques, així com un escut d'armes de la ciutat. El 1998 la catedral va ser consagrada novament com a església, i avui dia és la principal església catedralícia d'Armènia i la seu de la diòcesi d'Artsakh, que pertany a l'Església Apostòlica Armènia.